# 聖曆
聖曆（則天文字：𨲢曆；698年正月—700年五月）是武則天的第十個年号，共计3年。

## 建年號
- 神功二年正月初一甲子（697年12月20日），改元聖曆。[2][3][4]
- 聖曆三年五月初五癸丑（700年5月27日），改元久视。[5][6][7]

## 纪年
| 聖曆 | 元年  | 二年  | 三年  |
| ---- | ----- | ----- | ----- |
| 公元 | 698年 | 699年 | 700年 |
| 干支 | 戊戌  | 己亥  | 庚子  |

## 參看
- 中國年號索引

## 深入閱讀
- 李崇智. . 北京: 中華書局. 2004年12月. ISBN 7101025129.
- 鄧洪波.  (pdf). 臺北: 國立臺灣大學東亞經典與文化研究計劃. 2005年3月  [2022-01-03]. ISBN 9789860005189. （原始内容存档于2007-08-25）.

| 前一年號： 神功 | 武周年号 698年－700年 | 下一年號： 久視 |